# 대규모 다중 사용자 온라인 실시간 전략 게임
대규모 다중 사용자 온라인 실시간 전략 게임(Massively Multiplayer Online Real-time Strategy,
약칭 MMORTS)은 실시간 전략 게임(RTS)와 인터넷 상에서 동시에 플레이할 수 있는 다수 플레이어 게임을 결합한 온라인 컴퓨터 게임 장르이다. MMORTS에서는 보통, 게임 플레이어들은 어떤 부족의 "장군" 혹은 "왕"의 역할을 한다. 자원을 채취해가면서 군대를 조직하여 전투에 임한다.
MMORTS는 보통 게임의 퍼블리셔에 의해 호스팅되고 플레이어가 플레이 중이 아닐지라도 계속 돌아가는 "공용 항존 세계"가 있다는 점에서 "1 사용자"나 "소규모 다중 사용자" 실시간 전략 게임과 구분된다. 게임 타이틀들은 보통 과학 소설(Sci-Fi)이나 판타지(Fantasy), 역사시대 등의 세계관을 기반으로 하고 있다.

## 역사
1998년 프랑스 게임 개발자인, 비베스(프랑스어: Vibes)가 맨카인드라는 최초의 MMORTS를 개발한 것으로 알려지고 있다. MMORPG들과는 다르게 MMORTS라는 장르는 아직 초창기 단계일 뿐이고, 큰 게임 퍼블리셔에 의해 퍼블리시되고 있는 바는 없다.

### 현재 문제
MMORTS에서는 접속 중이 아닌(offline) 플레이어를 다루는 문제가 꽤 까다로운 것으로 알려지고 있다. 이 문제는 MMORTS 장르가 더 활발히 발전되어가지 못하는 주요 이유 중 하나이다. MMORPG에서는 보통 플레이어가 로그아웃을 하면, 게임 세계에서 플레이어의 캐릭터는 사라진다. MMORTS에서는 이러한 방법을 쓸 수 없다. 대부분의 MMORTS 타이틀에서는 플레이어를 일종의 국가-부족 지도자로 간주하고 있는데, 이 지도자가 사라져버린다는 것은 있을 수 없는 일이다. 플레이어가 로그아웃을 하게 되면 이 국가-부족은 무방비가 된다. 게임 개발자들은 이 문제를 인공 지능을 잘 갖추어 플레이어의 "군대"를 지휘하도록 하는 방법을 써서 해결하고자 노력하고 있다. 혹은 오프라인인 유저에 대한 공격에 제한을 두는 방법을 적용하기도 한다.
MMORTS는 리소스 경쟁 상태에 대해서도 신경 써야 한다. "1인" 실시간 전략 게임에서는 리소스는 보통 한정되어 있다. 하지만 MMORTS에서는 한정된 리소스는 다수의 플레이어에 의해 매우 빨리 동난다. 어떤 게임 개발자들은 매우 빨리 리스폰하는 리소스를 둔다든지, 무한대의 리소스 스폰을 둔다든지 하여 이 문제를 해결하고 있다.

## 한국에 출시된 인기 MMORTS 게임
- 《택티컬 커맨더스》 - 2001년도 타이틀. 넥슨 제작. 대한민국 서비스 중지 이후 KRU Interactive가 Shattered Galaxy라는 이름으로 서비스 중.
- 《오게임》(OGame) - 2002년도. 게임포지(Gameforge) 제작.
- 《부족전쟁》(Tribalwars) - 2003년도. 이노(Inno) 제작. 경향플러스 한국어 서비스 중.
- 《삼국지W》(Tribalwars) - 2009년도. snapThinking 제작. 동양온라인 서비스 중.
- 《클래시 오브 클랜》(Clash of Clans) - 2012년도. 슈퍼셀(Supercell) 제작.
- 《클래시 로얄》(Clash Royal) - 2016년도. 슈퍼셀(Supersell) 제작.

## 인기있는 MMORTS 게임
- 《맨카인드》 - 비베스(Vibes)가 개발 및 발매한 1998년 작 타이틀.
- 《발러리움》(Ballerium) - 2006년도 타이틀. 매저램(Majorem) 제작.
- 《바운드리스 플래닛》(Boundless Planet) - 2006년도 타이틀 바운드리스플래닛(BoundlessPlanet) 제작.
- 《드림로즈》(Dreamlords) - 2007년도 타이틀. 락픽(Lockpick) 엔터테인먼트 개발.
- 《다크니스 앤 라이트》(Darkness and Light) - 2007년도 타이틀. 엔-로그 잉크.(N-Log Inc.) 개발
- 《이리퍼블릭》(eRepublik) - 2008년도 타이틀. eRepublik Labs 개발

## 발표된 MMORTS 타이틀
- 《소사이어티》 - 스타독 엔터테인먼트(Stardock Entertainment)
- 《사가》 - 와후 스튜디오스(Wahoo Studios)

## 같이 보기
- 대규모 다중 사용자 온라인 게임
- MMORPG (대규모 다중 사용자 온라인 롤-플레잉 게임)
- 브라우저 게임 목록
- 실시간 전략
- 온라인 게임
- 장르별 온라인 게임